# Leandro Rovirosa Wade
Leandro Rovirosa Wade (Villahermosa, Tabasco, 11 de junio de 1918 - Ciudad de México, 6 de abril de 2014) fue un ingeniero civil y político mexicano. Fue miembro del Partido Revolucionario Institucional (PRI), gobernador de Tabasco (1977-1982) y titular de la Secretaría de Recursos Hidráulicos (1970-1976, durante la presidencia de Luis Echeverría Álvarez).

## Secretario de Recursos Hidráulicos
Durante su gestión y en el transcurso de una gira presidencial en el estado de Morelos y a pregunta de la prensa sobre quiénes eran los aspirantes a la candidatura del PRI a la presidencia para la siguiente elección, señaló a siete compañeros suyos del gabinete: Mario Moya Palencia, Hugo Cervantes del Río, José López Portillo, Carlos Gálvez Betancourt, Porfirio Muñoz Ledo, Augusto Gómez Villanueva y Luis Enrique Bracamontes, hecho inédito en el sistema político entonces vigente que recibió gran difusión en los medios de comunicación.
Como secretario de Recursos Hidráulicos realizó obras hidráulicas de gran trascendencia que permitieron la disponibilidad de energía eléctrica y agua para riego en todo el territorio nacional. Su mayor obra de infraestructura hidráulica fue la construcción de la presa de Malpaso-Chiapas, que permitió energizar gran parte del sureste de México; realizó también obras de gran importancia en varios países de América Latina. El presidente Luis Echeverría le encomendó una parte esencial de las relaciones diplomáticas y comerciales con China. Renunció a la Secretaría el 22 de agosto de 1976, al ser postulado candidato del PRI a gobernador de Tabasco; resultó elegido y asumió el cargo el 1 de enero de 1977.

## Gobernador de Tabasco
El gobierno de Leandro Rovirosa Wade dio especial importancia a la salubridad y la educación, el abastecimiento de agua potable y las obras públicas (edificios de servicio público, caminos y puentes); dos hospitales regionales, la ampliación del hospital Juan Graham Casasús y la construcción del hospital Gustavo A. Rovirosa; la ampliación de carreteras; la construcción de pasos a desnivel y la pavimentación de muchas calles de Villahermosa; un proyecto de rescate de tierras para aprovechamiento de las sabanas; el fomento de tianguis campesinos y de establecimientos de la Compañía Nacional de Subsistencias Populares (Conasupo); la capacitación de obreros y técnicos medios también recibió gran fomento en ese sexenio.[cita requerida]
Se impulsó la construcción de edificios públicos: una ciudad administrativa para dar sede a las diversas delegaciones federales; Talleres de Artes Gráficas y Archivos del Estado; una casa de la justicia para agencias del Ministerio Público, Juzgados, Policías y Tribunal Colegiado de Circuito y la sede del Tribunal Superior de Justicia de la Ciudad de México; el CICOM Museo Arqueológico Carlos Pellicer, el Teatro Esperanza Iris; casas de la cultura en muchos de los municipios, así como campos de béisbol con alumbrado público y una ciudad deportiva en Cunduacán.[cita requerida]
El desarrollo urbano "Tabasco 2000", un proyecto de urbanización, habitación, comercio, centros culturales y de recreación y oficinas públicas en Villahermosa, incluyó un palacio municipal, el planetario, el zoológico y una central de abasto, además del nuevo Parque La Choca, donde se celebran la exposición y la feria anual a partir de 1982.[cita requerida]

## Fallecimiento
Falleció en la Ciudad de México el 6 de abril de 2014.

## Familia
Fue hijo de José María Narciso Rovirosa Hernández y de Hayde Wade Ives, y se casó con Celia González Palmer, con quien tuvo cuatro hijas: Haydee, Celia, Emma y Margarita.[cita requerida]

## Reconocimientos

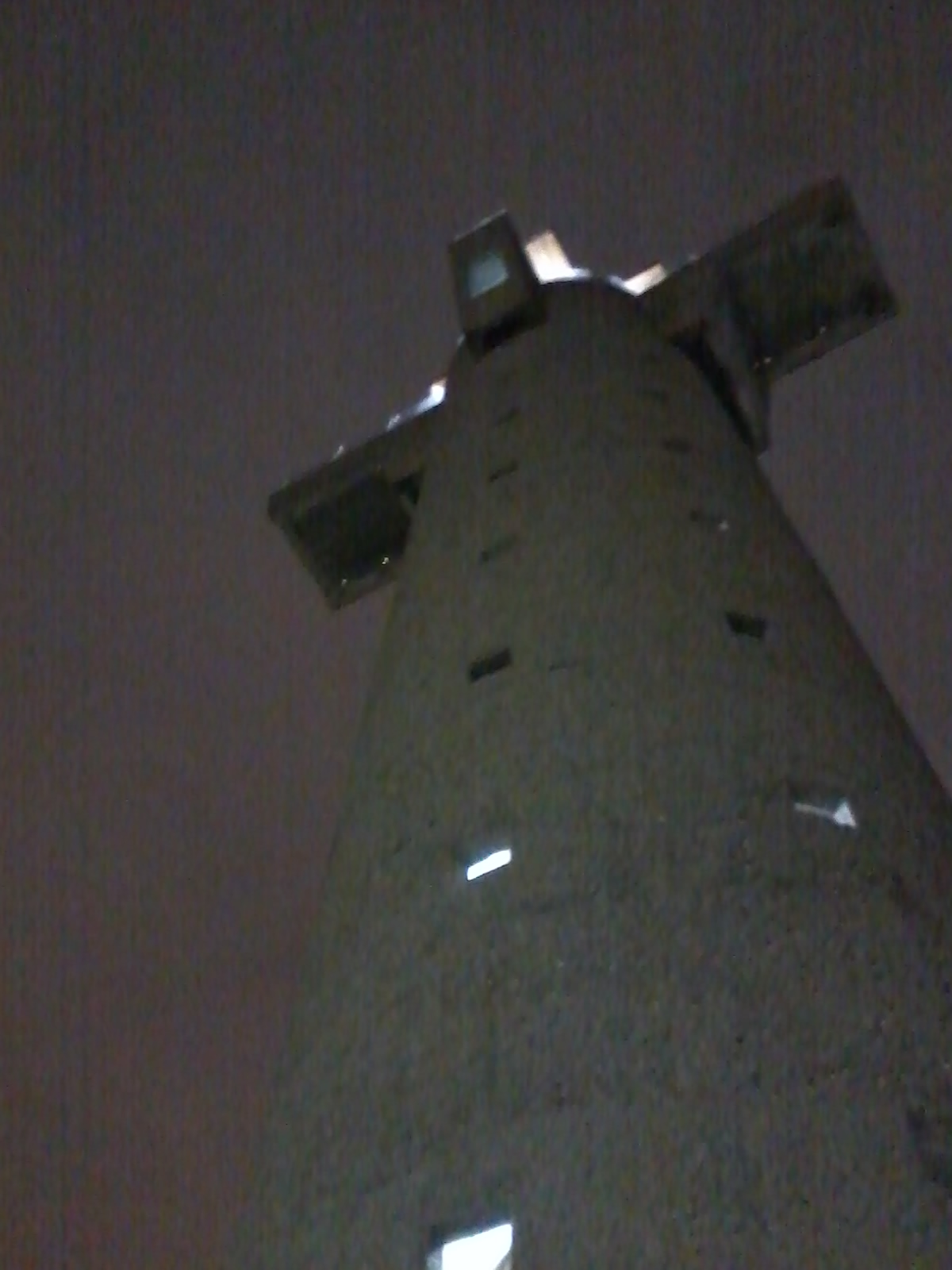
Mirador "Torre del Caballero", Av. Malecón Leandro Rovirosa Wade, en Villahermosa, Tabasco, en 2013.

Una de las avenidas de Villahermosa, Tabasco, lleva su nombre.